# Тондо (Манила)
Тондо — район в Маниле. Это самый большой по площади и численности населения из шестнадцати округов Манилы, с 631 313 человек, по оценкам переписи в 2015 году, и состоит из двух избирательных округов. Это также второй по плотности населения район города.

## Этимология
Название Тондо может быть произошло от древнетагальского имени Тундун, записанного на медной пластине Лагуны в 900 году н.э., самом раннем местном документе, найденном на Филиппинах. Голландский антрополог Антоон Постма, первый, кто перевел медную пластину, считает, что термин тундун произошел от древнеиндийского языка санскрит,  который использовался наряду со старым малайским в качестве языка политики и религии в этом районе в то время.
До этого знаменательного открытия существовало несколько теорий (пусть и неверных сейчас). Филиппинский писатель  Ник Хоакин однажды предположил, что это может быть отсылкой к возвышенности («тундок»).  С другой стороны, французский лингвист Жан-Поль Потэ предположил, что мангровая река, которая в то время называлась «тундок» (сегодня «тиндук-тиндукан»), была наиболее вероятным источником названия.

## История

### Доиспанский период
Регион Тондо был заселен людьми более 1100 лет. Исторически Тондо уже существовал в 900 году нашей эры, согласно Лагунской надписи на медной пластине, юридическом документе, который является самым ранним документом на Филиппинах, написанным на языке кави, который сейчас хранится в Национальном музее антропологии. Согласно этому документу, Тондо управлял неназванный человек, носивший санскритский титул сенапати или титул, эквивалентный адмиралу. Тондо также имел влияние вплоть до современной провинции Булакан, особенно вокруг Лихана (Малолос) и Гатбуки (Калампит).
До испанского завоевания Тондо управлял класс лаканов.

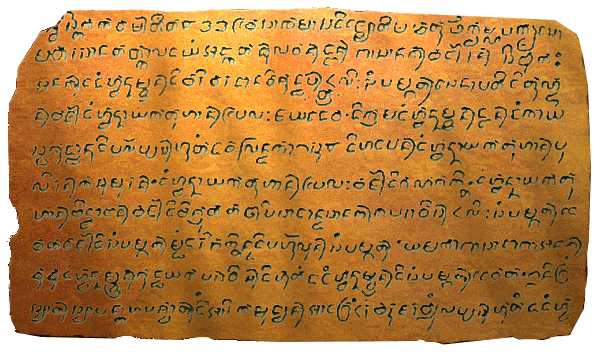
Надпись на медной пластине Лагуны (ок. 900 г. н.э.)

### Колониальный период

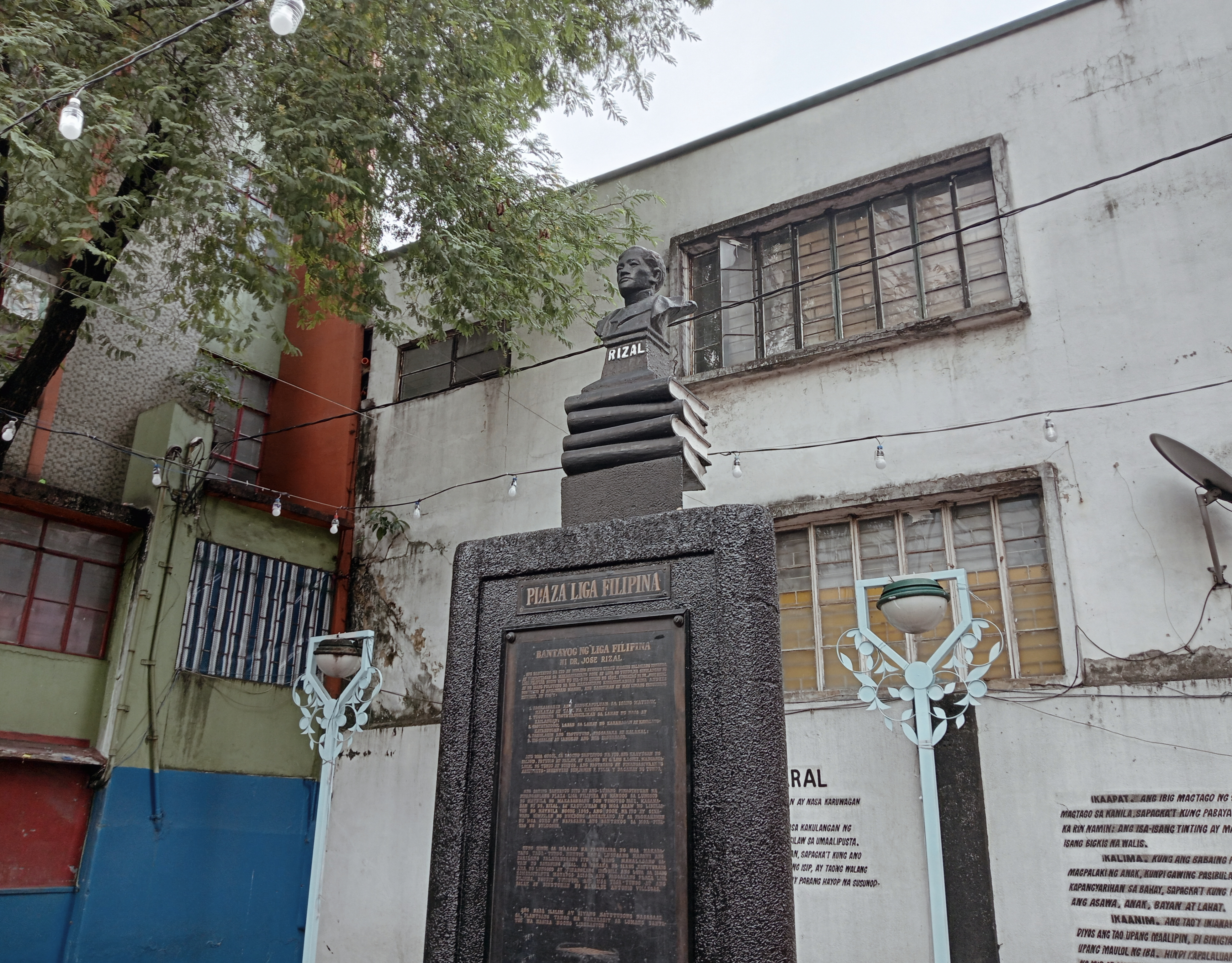
Plaza Liga Filipina

После того, как испанцы завоевали Тондо в январе 1571 года, они основали провинцию Тондо, которая охватывала многие территории в Северном Лусоне, в частности Пампангу, Булакан и Рисаль (ранее называвшийся Моронг), с городом Манила в качестве его центра. Согласно переписи, проведенной Мигелем де Лоарка в 1583 году, в Тондо говорили на том же языке, что и уроженцы провинции Пампанга.  Комиссар Института национального языка Хосе Вилья Панганибан также писал, что разделительной линией между капампанганским и тагальским языками была река Пасиг, и поэтому в Тондо первоначально говорили на капампанганском языке. Однако в Historia dela Provincia del Santisimo Nombre de Jesus de Filipinas монаха Исасио Родрикеса говорится, что Provincia de Tagalos, то есть Тондо, охватывает все территории будущей архиепархии Манилы. До создания провинции Булакан в 1578 году Малолос и Калумпит также входили в состав территории Тондо как его visitas. В 1800 году провинция Тондо была переименована в провинцию Манила.
Тондо был одной из первых провинций, объявивших восстание против Испании в 1896 году. В 1911 году при американском колониальном режиме произошла крупная реорганизация политических подразделений, и провинция Тондо была распущена, а ее города переданы провинциям Рисаль и Булакан. Сегодня Тондо просто существует как район в городе Манила.

### Современный период

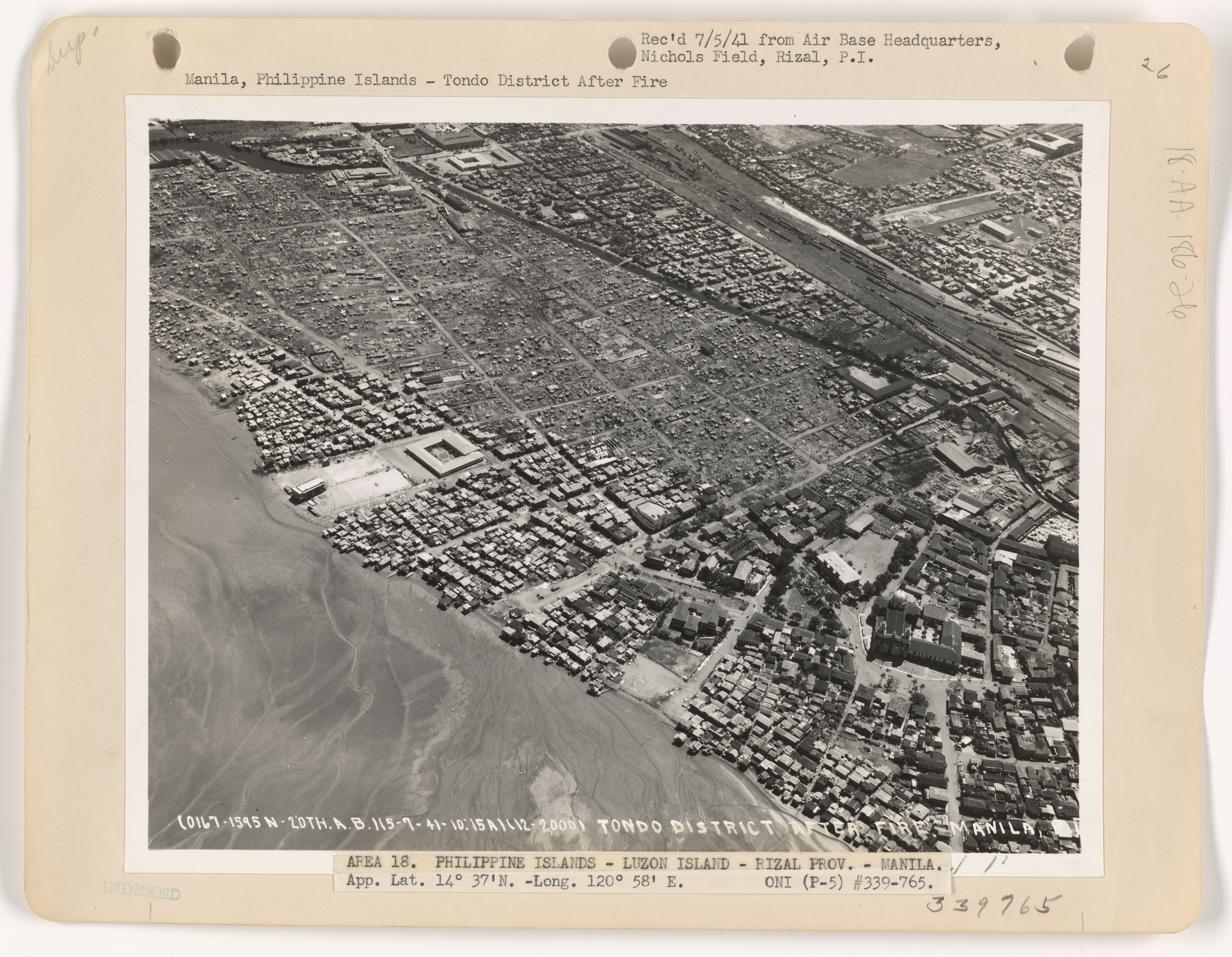
Вид с воздуха на район Тондо после пожара, 1941 г.

Трущобы возникли в Тондо вдоль реки Пасиг. Власти стремились улучшить жилищные условия в этих районах, не потворствуя акциям самозахватов, совершаемым жителями трущоб. В 1970-х годах Всемирный банк предоставил средства для улучшения условий в Тондо, что привело к росту цен на аренду и буму недвижимости в этом районе. Это привело к маргинализации бедных. Трущобы, которые были модернизированы, были легализованы, но эти районы по-прежнему сильно отличаются от других частей Манилы более высокой плотностью населения, более неровными дорогами и участками, а также неконтролируемым жилищным строительством. В конституции 1987 года Тондо разделили на два избирательных округа Манилы, в результате чего первый округ находился на западе, а второй - на востоке. Пако также разделен на пятый и шестой избирательные округа, пятый на юге и шестой на севере.

## Экономика

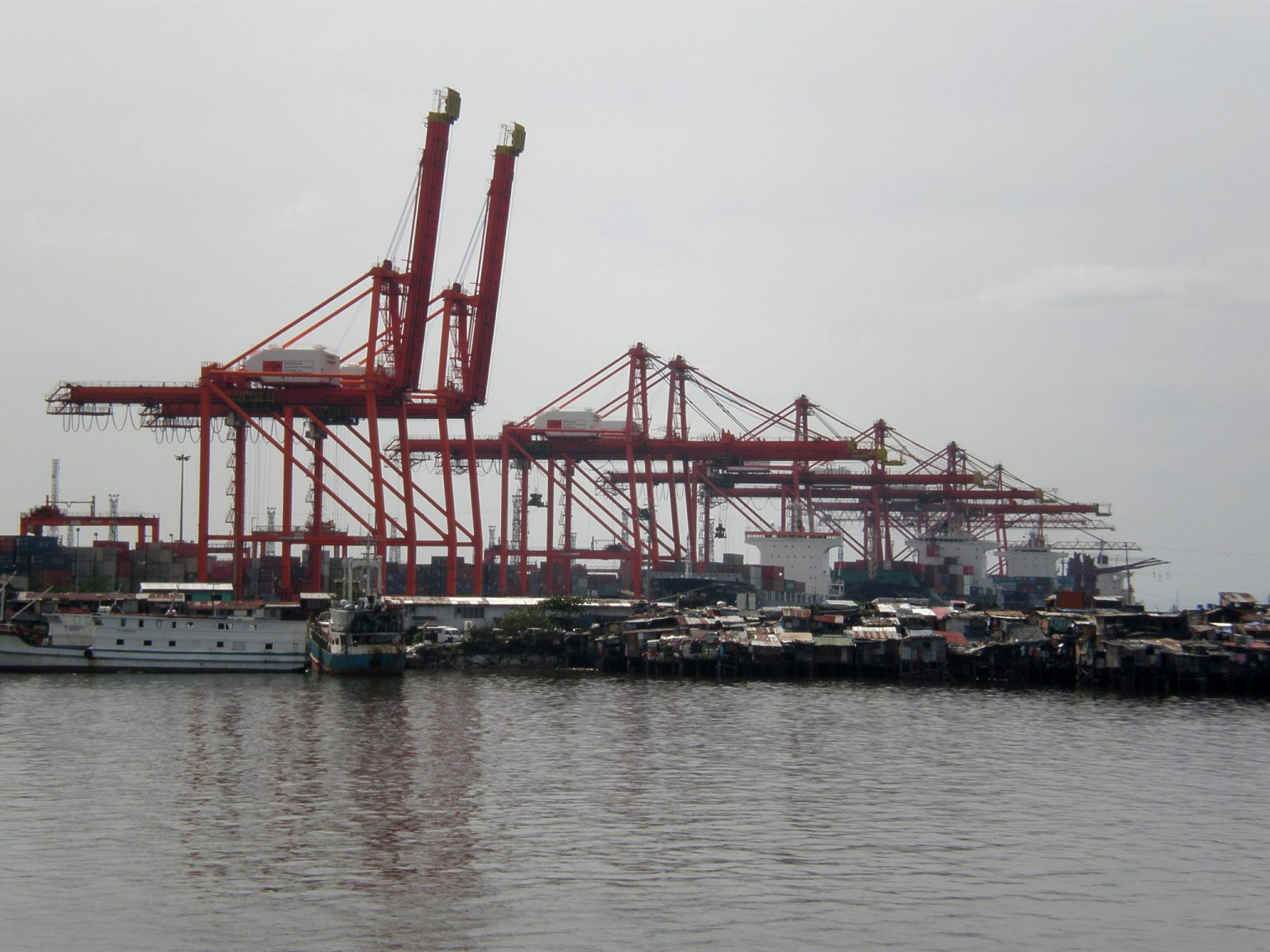
Северная гавань Манилы и трущобы

В Тондо находится порт Северной гавани Манилы, северная половина порта Манилы, основной морской порт, обслуживающий метрополию Манилы и прилегающие районы.
В этом районе также находилась Смоки-Маунтин, свалка, которая обслуживала Манильскую метрополию и на которой работали тысячи людей примерно с 1960-х годов до ее закрытия в конце 1990-х годов. Свалка служила символом бедности даже спустя два десятилетия после ее закрытия.

## Население

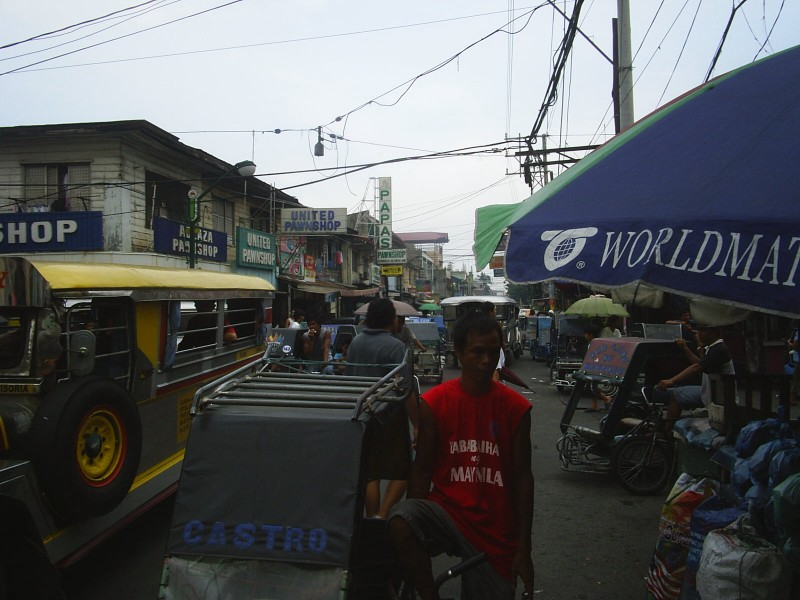
Оживленная улица возле рынка Притиль

Урбанизация, а также Закон Лины, который отдает предпочтение сквоттерам, а не землевладельцам, привели к тому, что Тондо стал одним из самых густонаселенных районов в мире с 69 000 жителей на квадратный километр (180 000 человек на квадратную милю).

### Преступность
Тондо заработал репутацию преступного и бедного района. В 2010 году в Манильских записях говорится, что в Тондо самый высокий уровень преступности во всем городе, причем наиболее распространенным преступлением является карманная кража.

### Культура
Ежегодно в январе в районе отмечается праздник Санто-Ниньо-де-Тондо, посвященный образу Святого младенца Иисуса, расположенному в августинской церкви Тондо XVI века. Кульминацией праздника стал Фестиваль уличных танцев Лакбаяу, соревнование между группами Ати-Атихан и школьными, местными и религиозными группами.

### Образование
Манильский офис Министерства образования насчитывает 26 государственных начальных школ и 11 государственных средних школ в Тондо..

## Знаменитые жители
- Артуро Толентино, сенатор и юрист
- Андрес Бонифасио (30 ноября 1863 г. — 10 мая 1897 г.), филиппинский революционный лидер.
- Лакандула или Лакан Дула (1503–1575), последний правитель доколониального Тондо, когда испанцы завоевали земли дельты реки Пасиг на Филиппинах в 1570-х годах.
- Тито Аревало, актер
- Эмилио Хасинто, филиппинский генерал
- Чарито Солис, актриса
- Хосе Пальма, революционер, писатель
- Леви Селерио, филиппинский композитор.
- Иско Морено, актер и бывший мэр Манилы
- Карлос Бадион, баскетболист
- Арнел Пинеда, певец и вокалист Journey
- Регина Веласкес-Алькасид, певица и композитор
- Дженева Крус, актриса, певица и композитор
- Джозеф Эстрада, бывший актер и президент
- Асионг Салонга, гангстер, также известный как «Король Тондо».
- Альфредо Лим, мэр Манилы и сенатор